# Селце (Літія)
Селце (словен. Selce) — поселення в общині Літія, Осреднєсловенський регіон, Словенія. Висота над рівнем моря: 576,4 м.